# Juan García Sancho
Juan Carlos García Sancho Orozco (ur. 10 listopada 1994 w Tepic) – meksykański piłkarz występujący na pozycji środkowego obrońcy, od 2025 roku zawodnik Morelii.